# Turrivolutopsius
Turrivolutopsius is een geslacht van weekdieren uit de klasse van de Gastropoda (slakken).

## Soort
- Turrivolutopsius stejnegeri (Dall, 1884)